# 三元里抗英斗争纪念碑
三元里抗英斗争纪念碑位于中国广州市白云区三元里街道三元里大道35号三元里抗英纪念公园的山岗上，是一座为纪念1841年在三元里抗英中阵亡的中国军民而兴建的纪念碑。
纪念碑为钢筋混凝土结构，高约10米。碑座为上下二层：上层为方形、下层为圆形，座下有平台和数十级的步级，碑正面镌刻着“一八四一年广东人民在三元里反对英帝国主义侵略斗争牺牲的烈士们永垂不朽！”纪念碑四周建成占地面积11265平方米的三元里抗英纪念公园。纪念碑建于1950年10月，1963年3月被广州市人民委员会公布为第一批广州市文物保护单位，2003年被公布为广州市爱国主义教育基地。